# Manuela Maria
Maria Manuela Guerra Lima Cortez e Almeida ComIH (Lisboa, 26 de janeiro de 1935), conhecida por Manuela Maria é uma actriz portuguesa.

## Carreira
Estreou-se no teatro de revista em 1958, com Vamos à Lua no Teatro ABC. Passou pelo Teatro Monumental, integrando em 1964/65 a companhia de Ribeirinho e Henrique Santana. Trabalhou maioritariamente em comédia, nos teatros do Parque Mayer, ou na Companhia de Laura Alves, onde salienta a interpretação de A Forja de Alves Redol (1970). Participou em O Tartufo de Moliére no Teatro Villaret (1972). Continuou a trabalhar com Ribeirinho até meados da década de 70 e a participar em revistas até aos anos 80. Foi dirigida por Filipe La Féria em 2006, no musical adaptado A Canção de Lisboa , em 1994 no musical Maldita Cocaína de Filipe La Féria, e em "As Árvores Morrem de Pé", em 2016, no Teatro Politeama.
Participou nos filmes O Cerco de António da Cunha Telles (1968), A Cruz de Ferro (1968) e O Crime de Simão Bolandas de Jorge Brum do Canto, Bonança & Cia. de Pedro Martins (1969) e Passagem por Lisboa de Eduardo Geada (1994).
Casou em 1967 com o actor Armando Cortez, de quem teve um filho Pedro, nascido em 1969.
A 26 de Março de 2010, foi feita Comendadora da Ordem do Infante D. Henrique.

## Televisão
- Riso e Ritmo RTP 1967/1969
- A Rainha do Ferr Velho RTP 1969
- Pedro e Paulina RTP 1982
- Origens RTP 1983/1984 'Emília'
- Chuva na Areia RTP 1984 'Augusta Nunes'
- Palavras Cruzadas RTP 1986 'Lurdes'
- Humor de Perdição RTP 1987 'Rosalina'
- Criada Para Todo o Serviço RTP 1988 'Júlia'
- Passerelle RTP 1988 'Amélia'
- Quem Manda Sou Eu RTP 1990 'Maria Luísa'
- Nem o Pai Morre nem a Gente Almoça RTP 1990 'Adelaide Torrado Torres'
- Cinzas RTP 1992 'Odete Santos'
- Verão Quente RTP 1993 'Alda Pereira'
- Trapos e Companhia TVI 1994 'Berta'
- Roseira Brava RTP 1995 'Hortense da Purificação'
- Primeiro Amor RTP 1995/1996 'Elvira'
- Vidas de Sal RTP 1996 'Adelaide'
- Terra Mãe RTP 1997/1998 'Milú Mendes (Maria de Lurdes Mendes)'
- Os Lobos RTP 1998 'Dores Venâncio'
- Esquadra de Polícia RTP 1999 'Dina Abreu'
- Conde de Abranhos RTP 2000 'Gervásia'
- Ajuste de Contas RTP 2000 'Ema'
- Alves dos Reis RTP 2000/2001 'Maria'
- O Processo dos Távoras RTP 2001 'Aia de D. Maria'
- Anjo Selvagem RTP 2001 'Dra. Ana Teresa'
- Sociedade Anónima RTP 2001 'Adelaide'
- O Olhar da Serpente SIC 2002 'Zulmira Cunha Guerra'
- My Fair Lady: Minha Linda Senhora RTP 2004 'Governanta'
- Mundo Meu TVI 2005/2006 'Joana'
- Doce Fugitiva TVI 2006/2007 'Odete da Conceição'
- Felizmente não é Natal RTP 2008 'Leonor'
- Deixa Que Te Leve TVI 2009/2010 'Joana Alves'
- Remédio Santo TVI 2011/2012 'Jacinta do Rosário'
- Mundo ao Contrário TVI 2013 'Graciete Santos'
- Santa Bárbara TVI 2015/2016 'Felismina Oliveira'
- Teorias da Conspiração RTP 2018
- Golpe de Sorte SIC 2019 'Preciosa Toledo'
- Golpe de Sorte IV  SIC 2020 ' Preciosa Toledo'

## Cinema
- 1965 - O Trigo e o Joio
- 1967 - Sarilhos de Fraldas
- 1968 - A Cruz de Ferro[3]
- 1969 - Bonança e C.a[3]
- 1970 - O Cerco[3]
- 1974 - Meus Amigos
- 1984 - O Crime de Simão Bolandas[3]
- 1994 - Passagem Por Lisboa [3]
- 2016 - A Mãe é que Sabe
- 2018 - Olga Drummond

## Teatro
- 1958 - "Vamos à Lua" - Teatro ABC [3][4]
- 1958 - "Lisboa em Festa" - Teatro ABC[5]
- 1959 - "Mulheres à Vista!" - Teatro ABC[6]
- 1960 - "Está Bonita a Brincadeira!..." - Teatro Avenida[7]
- 1960 - "Bobosse" - Teatro Monumental[8]
- 1960 - "Boa Noite, Betina!" - Teatro Monumental[9]
- 1962 - "A Linha da Sorte" - Teatro Variedades[10]
- 1962-1963 - "O Gesto é Tudo" - Teatro ABC[11]
- 1963 - "Vamos à Festa" - Teatro ABC[12]
- 1963 - "Bikini" - Teatro ABC[13]
- 1963 - "Chapéu Alto" - Teatro ABC[14]
- 1964 - "Lábios Pintados" - Teatro ABC[15]
- 1964 - "Férias em Lisboa" - Teatro Monumental[16]
- 1964 - "Todos ao Mesmo!" - Teatro Maria Vitória[17]
- 1965 - "Roupa na Corda" - Teatro ABC[18]
- 1965 - "E Viva o Velho!" - Teatro Maria Vitória[19]
- 1966 - "Morra Agora e Pague Depois" - Teatro Capitólio[20]
- 1966 - "A Cidade Não é Para Mim" - Teatro Monumental[21]
- 1966 - "De Vento em Popa!" - Teatro Maria Vitória[22]
- 1967 - "Mulheres à Vela" - Teatro ABC[23]
- 1968 - "O Jovem Mentiroso" - Teatro Laura Alves[24]
- 1969 - "A Rainha do Ferro Velho" - Teatro Variedades[25]
- 1970 - "O Inocente" - Teatro Maria Matos[26]
- 1971 - "Jogos de Sociedade" - Teatro Maria Matos[27]
- 1972 - "O Tartufo" - Teatro Villaret [28][29]
- 1972 - "A Cama dos Comuns" - Teatro Variedades[30]
- 1974 - "Ralações Sexuais" - Teatro Villaret[31]
- 1975 - "Adeus, Valentina!" - Teatro Monumental[32]
- 1977 - "As Calcinhas Amarelas" - Teatro Laura Alves[33]
- 1980 - "A Gravata" - Teatro Monumental[34]
- 1982 - "Chá e Porradas" - Teatro ABC
- 1983 - "É Sempre a Votar" - Teatro ABC [35]
- 1983-1984 - "Annie" - Teatro Maria Matos[36]
- 1984 - "Casar Sim, Mas Devagar" - Teatro Variedades [37]
- 1985 - "Pouco Barulho" - Teatro Villaret [38]
- 1986-1987 - "Sapateado" - Teatro Villaret[39][40]
- 1987 - "Criada Para Todo o Serviço" - Teatro Villaret[41]
- 1989 - "Os Meninos à Roda da Mamã" - Teatro Variedades[42]
- 1990 - "Os Bancários Também Têm Alma" - Teatro Villaret[43]
- 1991 - "Quem Muda a Fralda à Menina?" - Teatro Villaret[44]
- 1994 - "Maldita Cocaina" - Teatro Politeama [29]
- 2002 - "My Fair Lady" - Teatro Politeama [45]
- 2006 - "A Canção de Lisboa, o Musical" - Teatro Politeama [29]
- 2007 - "Felizmente Não é Natal" - Dramax Oeiras [46]
- 2008-2009 - "Boa Noite, Mãe" - Dramax Oeiras [46]
- 2010 - "Sabina Freire" - Dramax Oeiras [46]
- 2011 - "Toda a Gente Sabe Que Toda a Gente Sabe" - Dramax Oeiras [46]
- 2013 - "A Casa do Fim da Linha" - Dramax Oeiras [46]
- 2015 - "Uma Casa Perto da Praia" - Dramax Oeiras [46]
- 2016-2017 - "As Árvores Morrem de Pé" - Teatro Politeama [47]
- 2017 - "Aristides, o Musical" - Contracanto [48]
  -     - Lista incompleta